# Opòssum cuacurt de ratlles fosques
L'opòssum cuacurt de ratlles fosques (Monodelphis umbristriata) és una espècie d'opòssum de Sud-amèrica. Viu al Brasil.